# Fafe
Fafe é uma cidade portuguesa localizada na sub-região do Ave, pertencendo à região do Norte e ao Distrito de Braga.
É sede do Município de Fafe que tem uma área total de 219,08 km2, 48.497 habitantes em 2021 e uma densidade populacional de 221 habitantes por km2, subdividido em 25 freguesias. O município é limitado a norte pelos municípios de Póvoa de Lanhoso e Vieira do Minho, a leste por Cabeceiras de Basto e Celorico de Basto, a sul por Felgueiras e a oeste por Guimarães.
O nome Fafe deve-se ao facto de, desde o início da formação de Portugal, D. Henrique de Borgonha, conde do Condado Portucalense, já senhor deste território, ter doado as atuais terras a um nobre de nome "D. Fafes". Mais tarde a terra foi chamada de Montelongo, porém, foi alterada para Fafe.
O ponto mais elevado do município encontra-se na Serra do Maroiço, no Alto de Morgair, a 894 metros de altitude.
Este concelho possui ainda uma Escola Superior de Ensino politécnico, o IEES - Instituto Europeu de Estudos Superiores, com duas escolas universitárias a Escola Superior de Educação e a Escola Superior de Tecnologias.

## História
Como qualquer outro município do Vale do Ave, Fafe teve grande propensão para a emigração. Na realidade, o século XIX marcou as terras de Fafe, sobretudo com a forte  incidência emigratória para o Brasil, na época a terra mais apropriada, à procura de fortuna. Muitos destes emigrantes transportariam para Fafe as suas economias (muitas) aplicando-as na construção de belos edifícios e palacetes.
Os anos sessenta marcaram outra fase de grande emigração, nomeadamente na corrida para os países da Europa onde a mão-de-obra era escassa - Alemanha, França, Bélgica, Suíça e Luxemburgo. Em menor escala, a África do Sul, o Canadá e a Venezuela receberam emigrantes destas terras, ainda que para o Brasil se fossem registando amiudadas deslocações. O movimento emigratório operou grandes transformações nos "usos e costumes" dos fafenses, de um modo particular no pensamento, na economia e na cultura, que permitiu um significativo progresso no crescimento económico, fruto das transferências de capitais e sua aplicação.
Estas mudanças e a "importação" de culturas e pensamentos diferentes, operaram realizações de vulto, sendo disso um bom exemplo a têxtil do Bugio e a Companhia de Fiação e Tecidos de Fafe, que ao tempo, foram pioneiras em organização, gestão e produção, constituindo grandes pólos de emprego e riqueza local, bem como grande atracção demográfica, na medida em que na freguesia de Fafe se instalou gente de diversas zonas do município e de municípios vizinhos. Graças à instalação da têxtil, o município sentiu o crescimento da sua riqueza e, por conseguinte, viu melhorar o poder económico das famílias.
Até 1840 o concelho tinha a designação de Montelongo ou Monte Longo, havendo registos que em 1801 teria 7 573 habitantes.

## Demografia
A população registada nos censos foi:
(Número de habitantes que tinham a residência oficial neste município à data em que os censos  se realizaram.)
| Número de habitantes por Grupo Etário | Número de habitantes por Grupo Etário | Número de habitantes por Grupo Etário | Número de habitantes por Grupo Etário | Número de habitantes por Grupo Etário | Número de habitantes por Grupo Etário | Número de habitantes por Grupo Etário | Número de habitantes por Grupo Etário | Número de habitantes por Grupo Etário | Número de habitantes por Grupo Etário | Número de habitantes por Grupo Etário | Número de habitantes por Grupo Etário | Número de habitantes por Grupo Etário | Número de habitantes por Grupo Etário |
| ------------------------------------- | ------------------------------------- | ------------------------------------- | ------------------------------------- | ------------------------------------- | ------------------------------------- | ------------------------------------- | ------------------------------------- | ------------------------------------- | ------------------------------------- | ------------------------------------- | ------------------------------------- | ------------------------------------- | ------------------------------------- |
|                                       | 1900                                  | 1911                                  | 1920                                  | 1930                                  | 1940                                  | 1950                                  | 1960                                  | 1970                                  | 1981                                  | 1991                                  | 2001                                  | 2011                                  | 2021                                  |
| 0-14 Anos                             | 9 364                                 | 10 751                                | 10 046                                | 11 163                                | 13 378                                | 14 663                                | 15 539                                | 14 335                                | 14 117                                | 11 673                                | 9 886                                 | 7 818                                 | 5 683                                 |
| 15-24 Anos                            | 4 652                                 | 5 161                                 | 5 671                                 | 6 026                                 | 6 345                                 | 7 616                                 | 7 433                                 | 7 810                                 | 8 626                                 | 8 771                                 | 8 536                                 | 6 138                                 | 5 292                                 |
| 25-64 Anos                            | 11 685                                | 12 515                                | 12 290                                | 13 847                                | 15 196                                | 17 147                                | 17 727                                | 16 655                                | 18 330                                | 21 959                                | 27 319                                | 28 236                                | 26 336                                |
| = ou > 65 Anos                        | 1 541                                 | 1 607                                 | 1 577                                 | 1 817                                 | 2 185                                 | 2 476                                 | 3 083                                 | 3 685                                 | 4 755                                 | 5 459                                 | 7 016                                 | 8 441                                 | 11 186                                |

(Obs: De 1900 a 1950 os dados referem-se à população presente no município à data em que eles se realizaram Daí que se registem algumas diferenças relativamente à designada população residente)

## Geografia
Fafe situa-se num vale entre a Serra da Lameira, os Montes da Penha e outras montanhas. Numa vista aérea destacam-se três rios ladeados por arvoredo e que se espreguiçam pela periferia da cidade. São eles o Rio Ferro que tem a sua nascente em Ribeiros, o Rio do Bugio que inicia o seu percurso para os lados de S. Gens e o Rio Vizela que acolhe os outros dois e desagua no Rio Ave. O Rio Vizela nasce no Alto de Morgaír, na freguesia de Gontim, aos 894 m de altitude, sendo este o ponto mais alto do município. O município tem uma altitude média de 550 m.
Na década de 1990 foi construída a Barragem de Queimadela, na freguesia de Queimadela, no leito do rio Vizela, com o objetivo de abastecer o município de Fafe com água, de forma mais eficiente, anteriormente disponibilizada pela Central Hidroelétrica de Santa Rita, na freguesia de Golães. Hoje em dia a área envolvente à albufeira é usada como parque de lazer e existem alguns percursos pedestres.

## Cultura

### Teatro - Cinema de Fafe

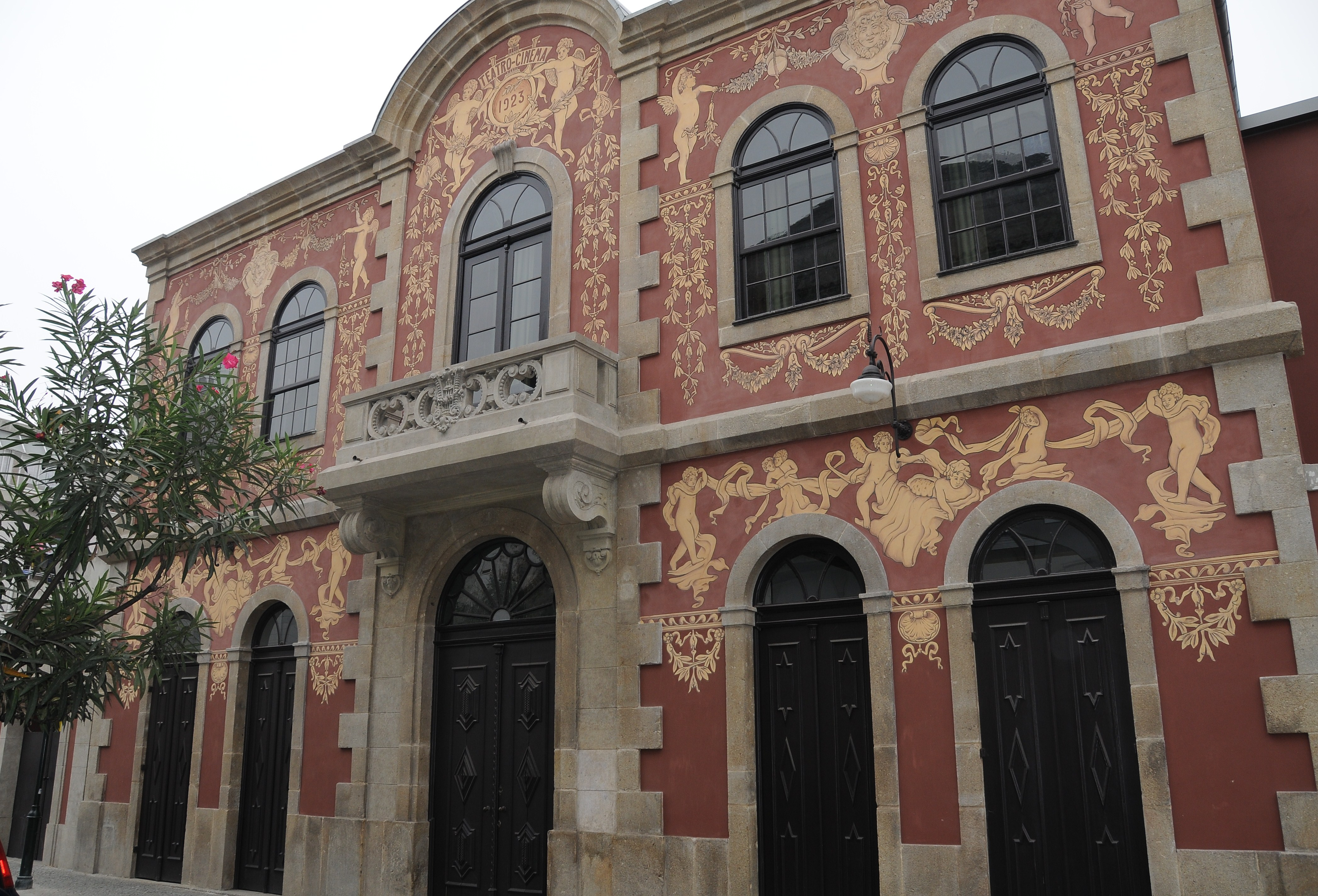
Cine-Teatro de Fafe.

Encerrado desde o princípio da década de 1980, por ameaçar ruína, a Câmara Municipal conseguiu, em 2001, depois de aturadas negociações, adquirir o imóvel, por 2,5 milhões de euros.
Em 2008, adjudicou a empreitada de recuperação do imóvel pelo valor de  4.175.111,89 euros. Todo o conjunto do Teatro-Cinema foi devidamente recuperado no âmbito das obras de requalificação, para que o imóvel possa ser devolvido à fruição dos fafenses, como outrora, com todo o tipo de artes do espetáculo.
Por outro lado, em seu redor foi construído um edifício para apoio técnico às atividades do Teatro-Cinema e que inclui também a instalação da Academia de Música José Atalaya e a construção de um estúdio de cinema, que serão inaugurados em data posterior.
O Teatro-Cinema, que aproveitou já um edifício anteriormente existente no local, foi inaugurado, em 10 de janeiro de 1924, com a célebre Companhia de Aura Abranches. Era considerado, por essa altura, um dos melhores teatros da província e rivalizava mesmo com os das grandes cidades, em conforto, luxo, comodidade e condições de segurança para os artistas e o público.
O cinema seria introduzido no edifício pouco de três meses após a abertura, em 20 de abril de 1924, enquanto o cinema sonoro aparece em finais de 1932.
Nos primeiros anos de existência da casa de espetáculos, por aqui passaram as mais famosas companhias de teatro do país (Lucília Simões, Amélia Rey Colaço, Maria Matos, Chaby Pinheiro, Ester Leão, Cremilda de Oliveira, Rafael Marques, Palmira Bastos e Laura Alves, entre outras figuras do teatro português). A partir da década de 1930, a casa foi basicamente um local de exibição de cinema, o que se manteria até ao final da sua vida útil, quando foi mandada encerrar pela Direção-Geral de Espetáculos.
Além do teatro e do cinema, a casa de espetáculos foi utilizada ao longo dos seus anos de atividade pelas coletividades locais para mostrarem as suas produções, bem como para a realização de festas de Carnaval e outras atividades, como sessões de propaganda política da oposição ao Estado Novo. A não esquecer a lenda do grande herói de Serafão.

## Património
- Castro de Santo Ovídio[8]
- Igreja de São Romão de Arões
- Caminhos romanos de Arões
- Casa do Souto de Seidões
- Jardins de Cepães
- Casa do Santo Velho
- Hospital da Misericórdia de Fafe
- Casa do Penedo
- Lenda do heroi de Serafão
- Casa Maurício Durães

### Arquitetura brasileira

#### Hospital de São José de Fafe
Devido à emigração para o Brasil, a arquitetura fafense teve as suas primeiras influências das terras de Vera Cruz. O maior exemplo disso é o Hospital São José de Fafe. O edifício do Hospital de Fafe deve a sua construção ao financiamento dos “Brasileiros de Torna – Viagem”, e emigrantes no Brasil, sendo uma réplica arquitectónica de outro, existente no Rio de Janeiro e propriedade da Sociedade Portuguesa de Beneficência dessa cidade, com estatutos aprovados em sessão da Assembleia geral de 17 de Maio de 1840.
Um grupo de emigrantes residentes na cidade do Rio de Janeiro decidiu, em 8 de Abril de 1858, promover a construção, à época, na Vila de Fafe, de um Hospital de Caridade. Em 6 de Janeiro de 1859 foi inaugurada o lançamento da primeira pedra e, em 19 de Março de 1863 é inaugurada a primeira fase de construção.
A Irmandade de São José ou da Misericórdia foi fundada em 23 de Março de 1862, com a finalidade de o administrar, conforme o que estava determinado pelo comissão de donatários e fundadores.
A construção do hospital de São José da Misericórdia de Fafe é iniciada quatro meses depois da inauguração do Hospital Beneficência do Rio de Janeiro, inaugurado no dia 16 de Setembro de 1858, constituindo o de Fafe uma réplica quase fiel.
A construção do Hospital de Fafe, além de ser uma cópia do edifício brasileiro, constitui mais uma demonstração da estreita ligação e vínculos da comunidade dos ausentes no Rio de Janeiro, com os residentes, da altura, Vila de Fafe.

#### Outros exemplares de arquitetura brasileira
O edifício da Casa da Cultura de Fafe, anterior Escola Industrial de Fafe, o Edifício do "Ex-Grémio", o Edifício do Club Fafense bem como edifícios no Centro da Cidade (sito na Praça 25 de Abril) também são exemplos da arquitetura brasileira.

## Freguesias

Freguesias do município de Fafe.

O município de Fafe está dividido em 25 freguesias:
| Freguesia                            | Residentes (2011) | Residentes (2021) |
| ------------------------------------ | ----------------- | ----------------- |
| Aboim, Felgueiras, Gontim e Pedraído | 826               | 773               |
| Agrela e Serafão                     | 1180              | 1208              |
| Antime e Silvares (São Clemente)     | 2046              | 1942              |
| Ardegão, Arnozela e Seidões          | 1083              | 949               |
| Armil                                | 735               | 687               |
| Cepães e Fareja                      | 2265              | 2153              |
| Estorãos                             | 1508              | 1540              |
| Fafe                                 | 15703             | 15456             |
| Fornelos                             | 1374              | 1352              |
| Freitas e Vila Cova                  | 804               | 748               |
| Golães                               | 2135              | 2025              |
| Medelo                               | 1602              | 1544              |
| Monte e Queimadela                   | 801               | 659               |
| Moreira do Rei e Várzea Cova         | 2025              | 1656              |
| Paços                                | 1076              | 1015              |
| Quinchães                            | 2278              | 2171              |
| Regadas                              | 1661              | 1538              |
| Revelhe                              | 849               | 788               |
| Ribeiros                             | 640               | 545               |
| Santa Cristina de Arões              | 1538              | 1551              |
| São Gens                             | 1703              | 1643              |
| São Martinho de Silvares             | 1325              | 1256              |
| São Romão de Arões                   | 3295              | 3293              |
| Travassós                            | 1539              | 1444              |
| Vinhós                               | 642               | 570               |
| Total                                | 50633             | 48497             |

## Política

### Eleições autárquicas[11]
| Data | %       | V       | %     | V     | %       | V       | %            | V            | %              | V  | %              | V    | %              | V       | %              | V  | %              | V   | %              | V   | %              | V  | %  | V  | Participação |                |
| Data | PPD/PSD | PPD/PSD | PS    | PS    | CDS-PP  | CDS-PP  | FEPU/APU/CDU | FEPU/APU/CDU | AD             | AD | PXXI           | PXXI | PSD-CDS        | PSD-CDS | BE             | BE | PSN            | PSN | GCE            | GCE | NC             | NC | CH | CH | Participação |                |
| ---- | ------- | ------- | ----- | ----- | ------- | ------- | ------------ | ------------ | -------------- | -- | -------------- | ---- | -------------- | ------- | -------------- | -- | -------------- | --- | -------------- | --- | -------------- | -- | -- | -- | ------------ | -------------- |
| Data | 1976    | 35,66   | 3     | 33,21 | 3       | 16,68   | 1            | 8,28         | -              |    |                |      |                |         |                |    |                |     |                |     |                |    |    |    |              | 69,52 / 100,00 |
| 1979 | 35,93   | 3       | 46,86 | 4     | 8,53    | -       | 5,33         | -            | 82,45 / 100,00 |    |                |      |                |         |                |    |                |     |                |     |                |    |    |    |              |                |
| 1982 | AD      | AD      | 52,57 | 4     | AD      | AD      | 3,20         | -            | 40,59          | 3  | 82,27 / 100,00 |      |                |         |                |    |                |     |                |     |                |    |    |    |              |                |
| 1985 | 33,70   | 3       | 54,16 | 4     | 4,82    | -       | 4,44         | -            |                |    | 76,64 / 100,00 |      |                |         |                |    |                |     |                |     |                |    |    |    |              |                |
| 1989 | 33,00   | 2       | 57,63 | 5     | 3,16    | -       | 3,31         | -            | 71,92 / 100,00 |    |                |      |                |         |                |    |                |     |                |     |                |    |    |    |              |                |
| 1993 | 29,87   | 2       | 58,21 | 5     | 3,12    | -       | 5,18         | -            | 70,81 / 100,00 |    |                |      |                |         |                |    |                |     |                |     |                |    |    |    |              |                |
| 1997 | 23,91   | 2       | 47,83 | 4     | 1,39    | -       | 2,32         | -            | 21,79          | 1  | 72,67 / 100,00 |      |                |         |                |    |                |     |                |     |                |    |    |    |              |                |
| 2001 | CDS-PP  | CDS-PP  | 57,99 | 5     | PPD/PSD | PPD/PSD | 6,78         | -            | BE             | BE | 32,16          | 2    | 69,61 / 100,00 |         |                |    |                |     |                |     |                |    |    |    |              |                |
| 2005 | 23,36   | 2       | 51,36 | 4     | 2,42    | -       | 16,58        | 1            | BE             | BE |                |      | 2,04           | -       | 0,72           | -  | 70,99 / 100,00 |     |                |     |                |    |    |    |              |                |
| 2009 | CDS-PP  | CDS-PP  | 50,94 | 5     | PPD/PSD | PPD/PSD | 3,11         | -            | BE             | BE | 16,65          | 1    |                |         |                |    | 26,35          | 3   | 66,18 / 100,00 |     |                |    |    |    |              |                |
| 2013 | 21,33   | 2       | 35,15 | 4     | 1,35    | -       | 2,96         | -            | BE             | BE |                |      | 35,10          | 3       | 61,64 / 100,00 |    |                |     |                |     |                |    |    |    |              |                |
| 2017 | CDS-PP  | CDS-PP  | 37,25 | 4     | PPD/PSD | PPD/PSD | 2,36         | -            | BE             | BE | 18,36          | 2    | 1,70           | -       | 36,69          | 3  | 63,71 / 100,00 |     |                |     |                |    |    |    |              |                |
| 2021 | 24,71   | 2       | 53,79 | 5     | 3,28    | -       | 3,93         | -            | BE             | BE |                |      |                |         |                |    | 4,87           | -   | 4,09           | -   | 60,94 / 100,00 |    |    |    |              |                |

### Eleições legislativas
| Data | %     | %     | %     | %    | %     | %     | %        | %     | %    | %     | %    | %   | %       | % | %  | %  |
| Data | PS    | PSD   | CDS   | PCP  | UDP   | AD    | APU/ CDU | FRS   | PRD  | PSN   | BE   | PAN | PSD CDS | L | CH | IL |
| ---- | ----- | ----- | ----- | ---- | ----- | ----- | -------- | ----- | ---- | ----- | ---- | --- | ------- | - | -- | -- |
| 1976 | 37,97 | 26,85 | 20,93 | 4,52 | 0,85  |       |          |       |      |       |      |     |         |   |    |    |
| 1979 | 38,83 | AD    | AD    | APU  | 1,26  | 43,98 | 7,89     |       |      |       |      |     |         |   |    |    |
| 1980 | FRS   | AD    | AD    | APU  | 0,75  | 47,87 | 7,22     | 36,03 |      |       |      |     |         |   |    |    |
| 1983 | 45,38 | 26,96 | 13,78 | APU  | 0,31  |       | 7,23     |       |      |       |      |     |         |   |    |    |
| 1985 | 29,63 | 32,20 | 9,54  | APU  | 0,59  | 7,31  | 14,43    |       |      |       |      |     |         |   |    |    |
| 1987 | 34,42 | 48,10 | 4,23  | CDU  | 0,47  | 4,52  | 2,46     |       |      |       |      |     |         |   |    |    |
| 1991 | 39,18 | 49,40 | 3,37  | CDU  |       | 3,29  | 0,33     | 0,67  |      |       |      |     |         |   |    |    |
| 1995 | 49,56 | 36,37 | 6,71  | CDU  | 0,46  | 3,33  |          | 0,36  |      |       |      |     |         |   |    |    |
| 1999 | 52,73 | 32,79 | 6,34  | CDU  |       | 4,05  | 0,40     | 0,64  |      |       |      |     |         |   |    |    |
| 2002 | 43,49 | 41,20 | 7,40  | CDU  | 3,68  |       | 1,11     |       |      |       |      |     |         |   |    |    |
| 2005 | 53,56 | 28,91 | 5,31  | CDU  | 4,05  | 3,57  |          |       |      |       |      |     |         |   |    |    |
| 2009 | 47,83 | 28,34 | 7,55  | CDU  | 4,29  | 7,03  |          |       |      |       |      |     |         |   |    |    |
| 2011 | 40,09 | 37,04 | 7,94  | CDU  | 4,09  | 3,30  | 0,47     |       |      |       |      |     |         |   |    |    |
| 2015 | 36,22 | CDS   | PSD   | CDU  | 4,41  | 7,77  | 0,64     | 42,78 | 0,45 |       |      |     |         |   |    |    |
| 2019 | 42,78 | 30,12 | 3,22  | CDU  | 3,62  | 8,07  | 2,41     |       | 0,47 | 0,64  | 0,45 |     |         |   |    |    |
| 2022 | 47,12 | 32,41 | 1,27  | CDU  | 2,59  | 3,05  | 0,94     | 0,56  | 6,04 | 2,87  |      |     |         |   |    |    |
| 2024 | 33,15 | AD    | AD    | CDU  | 29,90 | 1,82  | 3,23     | 1,24  | 1,60 | 18,28 | 4,00 |     |         |   |    |    |

## Personalidades Ilustres
- Albano Silva Soares  (futebolista/treinador)
- Alberto Amaral (químico e avaliador universitário)
- Alberto Teixeira Leite Dantas (futebolista)
- António Joaquim Ribeiro Gomes de Abreu (médico, professor e jornalista que defendeu a legitimação da descendência de D. Miguel, para governar Portugal)
- António Marques Mendes (político e antigo dirigente do PSD)
- António Ribeiro "Valença" (futebolista/treinador)
- António Vieira de Castro  (sacerdote católico, governador e vigário capitular da Diocese de Viseu e político)
- António de Vilas-Boas e Sampaio (poeta, genealogista e historiador)
- Armando Coelho Barros (futebolista)
- Armindo Magalhães (escritor e professor universitário)
- Artur Antunes Oliveira Aguiar (médico)
- Aurélio Márcio (jornalista)
- Carlos Campos da Costa (político)
- Clara Marques Mendes (política)
- Francisco Marinho (ciclista)
- Ismael Freitas Domingues (futebolista)
- Joaquim Gonçalves (ex bispo de Vila Real)
- Jorge Duarte (futebolista)
- José Bressane de Leite Perry (magistrado e político do Partido Regenerador)
- José Cândido Costa Barros (futebolista)
- José Freitas Martins (ciclista)
- José Soares Freitas "Piruta" (futebolista)
- Luís Marques Mendes (advogado, político e comentador do Jornal da Noite da SIC)
- Manuel Coelho Barros (futebolista/treinador)
- Maximino Matos (médico)
- Tomané (futebolista)

## Cidades Geminadas
- Brasil: Porto Seguro, Bahia[14]
- França: Sens, Yonne[15]
- França: Soisy-sous-Montmorency, Val-d'Oise [14]